# Pliopithecidae
Pliopithecidae là một họ khỉ mũi hẹp hóa thạch. Chúng có nguồn gốc ở châu Phi, và sau đó lan rộng sang châu Âu, trước khi tuyệt chủng vào khoảng thời gian cách đây 10 triệu năm. Giống như các loài vượn hiện đại, chúng đã thích nghi với môi trường sống trên các ngọn cây trong các khu rừng rậm. Đặc điểm giải phẫu học của chúng kết hợp các đặc trưng nguyên thủy như hộp sọ nhỏ, mõm dài, và một số loài có đuôi. Đồng thời, chúng cũng mang những đặc trưng tân tiến hơn như thị giác lập thể và răng cùng các quai hàm giống như vượn, là đặc điểm phân biệt rõ ràng chúng với khỉ.

## Các phân họ và chi
- †Dionysopithecinae
  - †Platodontopithecus
  - †Dionysopithecus
- †Pliopithecinae
  - †Egarapithecus
  - †Epipliopithecus
  - †Laccopithecus
  - †Pliopithecus (bao gồm cả Protopithecus, Epipliopithecus, Plesiopliopithecus, Anapithecus, Crouzelia, Krishnapithecus)